# ラサ条約
ラサ条約（ラサじょうやく）とは、1904年9月7日、イギリスとチベット政府との間で締結された条約のことである。

## 概要
イギリスは清の中央政府との間で1890年と1893年にチベットに関係する条約を結んだものの、チベット政府はそれを認めず、適用を拒否した。そこで、1903年にイギリス軍が侵攻を始め「ギャンツェでの戦い」を経て、1904年8月ラサに入城、進駐するに到り、チベット政府と直接にこの条約を締結して、インドへ引き上げた。イギリスはチベットをその保護下に置いた（イギリスによるチベット侵攻）。
- 清はイギリスと条約を結ぶにあたり、チベット政府に事前に相談することはなく、チベットにとっては越権行為とされた。
- イギリスは、一個の国家を自任するチベット政府の立場に配慮し、この条約では清とチベットとの関係に触れなかったが、他方、清に対しては、チベットとの交渉開始にあたって、外交関係樹立を清の中央政府に通知することもなく、依然として清の「宗主権」を否定せず、アンバン（中国語版）（駐蔵幇弁大臣）を清の使節として交渉の場に加えていた。
- イギリスは、この条約でチベット政府から権益を付与され、内政外交にわたる権限を直接に委譲された。これにより、チベット亡命政府は、それらの権限は中国ではなくチベット固有のものであるという。
- チベット亡命政府は、清の支配がチベットには及ばず、また、自ら外交権を行使したこととして評価し、この条約は双務的なものであったと説明する。一方、中国政府は、イギリスが帝国主義・植民地主義を発揮して、中国の宗主権だけでなく国家主権・領土を軍事力によって侵した事件と解する。
- 辛亥革命後、中華民国すなわち漢族の革命政府はチベット独立を望まなかったが、1914年、イギリスはチベットの独立を承認して、領有する植民地インドとの境界を画定した（シムラ条約を参照）。